# Lea (postać biblijna)
Lea (hebr. לֵאָה) − postać biblijna, Aramejka, córka Labana, żona patriarchy Jakuba.

## Życiorys
Wiadomości dotyczące Lei znajdują się w Księdze Rodzaju. Jej ojciec Laban był Aramejczykiem z Paddan-Aram. Lea była starszą siostrą Racheli, w której zakochał się ich kuzyn Jakub. Po czternastu latach pracy u Labana, Jakub z obiema siostrami, które poślubił, powrócił do Kanaanu. Z małżeństwa z Leą Jakub miał sześciu synów i córkę: Rubena, Symeona, Lewiego, Judę, Issachara, Zabulona i Dinę. Tradycyjne miejsce pochówku Lei znajduje się w Hebronie w Haram al-Chalil (Makpela). Cenotaf Lei, podobnie jak pozostałych pochowanych w Hebronie patriarchiń, tzn. Sary i Rebeki, okryty jest czerwonym jedwabnym suknem ze złotymi haftami.